# Andreas Rønning
Andreas Just Rønning (født 28. januar 1993) er en dansk atlet medlem af Ballerup AK.
Andreas Rønning deltog i stangspring ved European Youth Olympic Trials 2010 i Moskva, hvor han sprang 4,30m. Kvalifikationen var opnået ved at vinde Pallas Spelen med højden 4,60m.
Ved Vintersprint 2012 i Marselisborghallen sprang han 5,00m, hvilket både var en forbedring af Rasmus W. Jørgensen's danske junior rekord, men også kvalifikationskravet til Junior VM i Barcelona.
Ved DM 2012 blev det til en bronzemedalje med et spring på 4,95m.
Ved DMU-inde ugen efter vandt han juniorrækken.
Han har tre gange repræsenteret Danmark ved Junior NM for hold. Henholdsvis i Finland, på Island og på hjemmebane i 2011 på Østerbro Stadion.
Han trænes af Wojciech Buciarski.

## Danske mesterskaber
- Bronze 2012 Stangspring inde 4,95m
- Bronze 2011 Stangspring 4,75m
- Bronze 2011 Stangspring inde 4,65m